# Francesco Acri
Francesco Acri (Catanzaro, 19 marzo 1834 – Bologna, 21 novembre 1913) è stato un filosofo e storico della filosofia italiano.

## Biografia
Laureatosi in giurisprudenza a Napoli nel 1857, allievo a Berlino dello studioso di Aristotele e Kant Friedrich Adolf Trendelenburg, fu docente di storia della filosofia dapprima all'Università di Palermo e, dal 1871, all'Università di Bologna, dove rimase fino al 1911.
Legato allo spiritualismo rosminiano, polemizzò con gli hegeliani e coi positivisti, in un lungo contraddittorio col suo predecessore nella cattedra bolognese, Francesco Fiorentino.
Clericale in politica, eletto consigliere comunale di Bologna nel 1895, si batté contro il divorzio e per l'introduzione del catechismo nelle scuole, oltre ad essere strenuo difensore della partecipazione dei cattolici alla vita pubblica.
Tra i suoi maggiori impegni di scrittore, la traduzione e il commento dei Dialoghi di Platone (varie edizioni parziali, raccolte in tre volumi fra il 1913 e il 1915).
È sepolto alla Certosa di Bologna. Nella lapide a lui dedicata si legge il seguente testo:

## Opere
- Abbozzo d'una teorica delle idee, Palermo, 1870
- Videmus in aenigmate: delle idee e prima della relazione tra la coscienza e il corpo secondo i filosofi naturali, Bologna, 1907
- Amore, dolore, fede, Bologna, 1908
- Dialettica turbata, Bologna, 1911
- Dialettica serena, Rocca San Casciano, 1917 (postumo)
- L'eucaristia e la scienza, Chieti, 1897
- San Tommaso e Aristotele, Bologna, 1908
- Della teoria dell'idee secondo Giambattista Vico, Bologna, 1873
- Della relazione fra la coscienza e il corpo secondo le dottrine chiamate positive, Bologna, 1880
- Dell'insegnamento di religione nelle scuole primarie: lettera del prof. Acri ai membri del Congresso pedagogico di Bologna, Modena, 1874

## Traduzioni
- Platone, Dialoghi, 1913-15, 3 voll.